# Смиглы (футбольный клуб, Вильно)
«Смиглы» Вильно (пол. Śmigły Wilno) — бывший польский футбольный клуб из Вильно (теперь Вильнюс). Был создан в 1933 году группой офицеров Войска Польского из гарнизона Вильно. 8 апреля 1933 года клуб провёл свой первый матч, выиграв 3:1 у команды из Седльц.
Клуб был создан в результате объединения нескольких армейских виленских клубов (Стжелец, Погонь, Лауда и Огниско), ни один из которых не добивался значительных успехов. Полковник Зигмунт Венда высказал идею, что один большой клуб, представляющий Вильно, добъётся большего. Клуб получил название в честь главнокомандующего Эдварда Рыдз—Смиглы.

## Участие в чемпионатах Польши

### Сезон 1933 года
В первый раз участвуя в региональных играх, Смиглы одержал победы над клубами 4-го бронетанкового дивизиона (Брест-над-Бугом) и 76 пех.полка (Гродно) (3:1,3:2 и 4:1,2:1 соответственно). В полуфинале переиграл «Напжуд» (Липины) (0:1,1:0 и 4:2 в дополнительном матче в Варшаве). В финале переходного турнира встречался с «Полония» (Варшава), которой дважды уступил (0:2 и 1:3) не пройдя в Польскую Лигу.

### Сезон 1934 года
В этом сезоне Смиглы прошёл на пути к переходному турниру ВКС (Гродно) (12:0 и 6:0) и ВКС (Брест-над-Бугом) (3:1 и 6:0), пройдя в трёхкомандный финал за право играть в Лиге, в котором занял последнее место, уступив «Шлёнску» (Свентохловице) (который вышел в Лигу) и «Напжуд» (Липины).

### Сезон 1935 года
После победы в региональном турнире (против «Вармии» (Граево) и «Котвицы» (Пинск)), в полуфинале переходного турнира Смиглы уступили клубу «Чарни» (Львов), 0:2 и 0:0.

### Сезон 1936 года
После побед в предварительном этапе над ВКС (Гродно) и ВКС Халерчик (Ровно), Смиглы прошёл в переходный турнир, где его ждали две команды, ранее вылетевшие из Лиги, которые оказались «не по зубам» футболистам из Вильно. Смиглы занял третье место, опередив только «Бригаду» (Ченстохова), но за прошедшими в Лигу АКС (Хожув) и «Краковией», которые в следующем сезоне выиграли и Лигу (Краковия стала чемпионом, а АКС серебряным призёром). Результаты Смиглы: против Краковии — 0:0 и 0:5, против АКС — 1:6, 3:5 и против Бригады 1:0 и 2:0.

### Сезон 1937 года
В региональном турнире Смиглы прошёл ВКС (Гродно) (5:4 и 5:1) и «Рух» (Брест-над-Бугом) (6:0 и 2:1). В финальном турнире занял второе место, вслед за «Полонией» (Варшава), но перед Бригадой (Ченстохова) и Унией (Люблин). Результаты Смиглы: с Полонией — 0:1 и 1:6, с Бригадой — 5:1 и 1:3, с Унией — 1:0 и 8:1.
Смиглы стал первым в истории северо-восточной Польши клубом, вышедшим в Лигу. Также он стал единственным не-львовским клубом с Восточных Кресов, который когда-либо играл в Лиге (в разное время в Лиге играли 4 львовских клуба).

### Сезон 1938 года
В Лиге виленский клуб отыграл всего один сезон. Смиглы одержали 5 побед, при одной ничьей и 12 поражениях, заняв последнее, 10 место. Разница мячей была 29:50.
Первую игру команда провела в Хожуве, 10 апреля 1938 года, против «Рух» (Гайдуки Вельки), в которой уступила со счётом 2:5. Первый исторический матч в Вильно прошёл 24 апреля, в котором несмотря на поддержку 8 тысяч болельщиков Смиглы проиграли львовской «Погони» 0:1. Первый успех пришёл к команде 1 мая, когда в Вильно, сопровождаемый 600 болельщиками, прибывшими на специальном поезде, приехал хожувский АКС. В присутствии 5 тысяч болельщиков, Смиглы одержал победу 3:1. 3 июля имела место сенсация, ведь даже несмотря на победы над Вислой (26 мая в Вильно, 4000 зрителей) и ЛКС (Лодзь) (26 июня, 4000 зрителей), никто не принимал Смиглы в серьёз. Виленский клуб одержал победу в Познани над Вартой со счётом 3:2. 4 сентября Смиглы одержал свою последнюю победу в Лиге (4:1 против Варшавянки), за которой последовали пять поражений подряд (в том числе с АКС 7:1). В своей последней игре в Лиге 30 октября 1938 года во Львове Смиглы проиграл 2:3.
| Соперник             | Дома | В гостях |
| -------------------- | ---- | -------- |
| Рух (Гайдуки Вельки) | 2:4  | 2:5      |
| Варта (Познань)      | 0:1  | 3:2      |
| Висла (Краков)       | 1:0  | 1:4      |
| Полония (Варшава)    | 0:3  | 2:5      |
| Погонь (Львов)       | 0:1  | 2:3      |
| АКС (Хожув)          | 3:1  | 1:7      |
| Краковия             | 1:3  | 0:3      |
| Варшавянка           | 4:1  | 2:6      |
| ЛКС (Лодзь)          | 4:0  | 1:1      |

### Сезон 1939 года
В региональном финале Смиглы выиграл все 4 матча, не пропустив при этом ни одного мяча — с ВКС (Гродно) 5:0 и 9:0, с КПВ Огниско (Пинск) 6:0 и 7:0. В финальную часть переходного турнира вышли 4 клуба, 3 из которых в сезоне 1940 года должны были перейти в Лигу: «Шлёнск» (Свентохловице), «Смиглы» (Вильно), «Юнак» (Дрогобыч) и откровенно слабый «Легия» (Познань). Были сыграны матчи двух туров. В первом Смиглы проиграл 13 августа 1939 года в Свентохловицах 1:2, а во втором дома разгромил Легию 20 августа 5:1. На этом матче, ставшем последним матчем клуба, присутствовало 3000 болельщиков. Следующий матч был назначен на 10 сентября в Дрогобыче.
1 сентября 1939 года Третий Рейх атаковал границы Польши. 17 сентября границы Польши перешла и Красная Армия. История польского футбола в Вильно закончилась.